# Craydoll
『Craydoll』（クレイドル）は、女性4人で結成された日本の弦楽器ユニットである。自らを「超絶技巧オタク弦楽器ユニット」と称する。
2016年11月より活動を開始し、翌年3月4日に初のワンマンライブを六本木C-LAPSにて行った。

## メンバー
Marina（皆川真里奈）
リーダー。ヴァイオリン担当。
Shao-Lin
ヴァイオリン担当。
Momo
ヴァイオリン担当。結成当初はヴィオラ担当だったが東京タワーでのライブよりヴァイオリン担当。
Happako
ヴィオラ担当。

## ライブ
- 2016年
  - 03月04日 - First Cray Cry ＠六本木C-LAPS[3]
  - 04月19日 - Second Cray Step ＠Live & Bar SECOND STEP[3]
  - 06月25日 - あの歌Vol.16 ＠新宿HEAD POWER[3]
  - 07月31日 - Tokyo Tower TV ＠東京タワー大展望台 Club333特設ステージ[3]
  - 08月11日 - あの歌vol.17 ＠池袋LIVE INN ROSA[3]
  - 09月03日 - Craydollライブ&レコーディング ＠六本木C-LAPS[3]
  - 09月24日 - アニLIVE ＠新宿HEAD POWER[3]
  - 10月10日 - Craydoll Music Dungeon ＠自由が丘hyphen[3]
  - 11月20日 - もりのおと ＠東京都檜原都民の森[3][4]
- 2017年
  - 01月14日 - AniGamaLoid-アニゲーマロイド- ＠TSUTAYA O-Crest[3][5]